# Arbeiter- und Angestellten-Erhebung
Die Arbeiter- und Angestellten-Erhebung aus dem Jahr 1929/1931 war ein von Erich Fromm konzipiertes und geleitetes soziologisches Forschungsprojekt des Frankfurter Instituts für Sozialforschung während der Weltwirtschaftskrise, noch vor der „Machtergreifung“ des Nationalsozialismus.
Erich Fromm, der zu jener Zeit Leiter der Abteilung Sozialpsychologie des Frankfurter Instituts für Sozialforschung war, führte diese umfangreiche Erhebung mittels Fragebogen zusammen mit Hilde Weiss durch, um die Häufigkeit verschiedener politisch-sozialer Einstellungen zu erfassen. Es ist die erste empirische Untersuchung zum Thema Autoritärer Charakter bzw. Autoritäre Persönlichkeit.

## Die Studie

### Vorgeschichte
Die von Erich Fromm und seiner Mitarbeiterin Hilde Weiss 1929 geplante Erhebung unter „qualifizierten Arbeitern, Angestellten und unteren Beamten“ hatte das Ziel, „Einblick in die psychische Struktur der Arbeiter und Angestellten zu gewinnen“. Zu diesem Zweck wurden 3000 Fragebogen „in einer Reihe von deutschen Städten verschickt“, von denen 1150 Fragebogen ausgefüllt zurückkamen. Die erzwungene Emigration des Instituts hatte den Verlust zahlreicher Unterlagen zur Folge, so dass 1934 nur noch 584 Fragebogen vorhanden waren. Eine erste vorläufige Auswertung erfolgte durch Erich Fromm in den Studien über Autorität und Familie (1936). Zu der dort angekündigten Auswertung der Ergebnisse in der Zeitschrift für Sozialforschung kam es nicht. Als sich das Institut für Sozialforschung 1939 in New nach internen Kontroversen von Fromm trennte, nahm dieser die Fragebögen und andere Untersuchungsmaterialien der Erhebung mit sich.

### Methodik
Fromm verwendete die damals in Deutschland noch ungewöhnliche Methodik eines Fragebogens. Dieser umfasste insgesamt 271 Positionen. Außer nach soziodemographischen Daten wurde nach Gewohnheiten, sozialen, politischen und kulturellen Einstellungen gefragt. Die Antworten sollten auch psychologische Schlüsse auf unbewusste Tendenzen und Triebstrukturen ermöglichen (siehe Fromms Theorie des Sozialcharakters). Die wichtigsten Konzepte waren die drei Typen: Autoritärer Charakter, Revolutionärer und Ambivalenter Charakter. In der theoretischen Differenzierung und in der originellen Kombination von interpretativen und statistischen Methoden zeichnete sich die Studie für das damalige Wissenschaftsverständnis als innovativ aus. Mit 584 ausgefüllten Fragebogen erreichte dieses Projekt zwar nicht die Größenordnung der 15 Jahre später in den USA durchgeführten und sehr oft zitierten Studien über Autoritäre Persönlichkeit von Theodor W. Adorno, Else Frenkel-Brunswik, Daniel J. Levinson und R. Nevitt Sanford, zeichnete sich aber gegenüber jener durch ein viel breiteres Spektrum der abgefragten politischen Einstellungen von der KPD bis zur NSDAP aus.

### Veröffentlichung
Dem ersten Bericht über die Arbeiter- und Angestellten-Erhebung in den Studien über Autorität und Familie folgte zunächst keine weitere Publikation. Im amerikanischen Exil wurde weiter ausgewertet, doch unterblieb die Veröffentlichung aus ungeklärten Gründen. Rolf Wiggershaus vermutet eine Unlust Max Horkheimers, „jene Arbeit zu veröffentlichen, in der die methodische Leistung Fromms auf dem Gebiet der empirischen Sozialforschung am beeindruckendsten zur Geltung kam“. Wolfgang Bonß berichtet aus einem Gespräch mit Fromm, dass Horkheimer die Erhebung „zu marxistisch“ gewesen sei und er deshalb stets Angst vor negativen Folgen für das Institut gehabt habe.
Erst in den 1980er Jahren kam es zu einer deutschen und amerikanischen Veröffentlichung der von Fromm vorgenommenen Auswertung nach dem Manuskript „German Workers 1929. A Survey, its Methods and Results“. Im Vorwort der deutschen Publikation schilderte Bonß auch die Hintergründe und Voraussetzungen dieser Studie. Als zeitgeschichtliches Dokument und als bedeutendste Arbeit der deutschen Sozialforschung jener Zeit ragte sie weit heraus – neben der besser bekannten Studie über Die Arbeitslosen von Marienthal von Marie Jahoda, Paul Lazarsfeld (u. a.).

## Zusammenhang
Die Frommsche Erhebung hatte laut Wolfgang Bonß als klassischen Vorläufer Adolf Levensteins Enquete Die Arbeiterfrage, eine 1912 veröffentlichte Erhebung unter acht Berufsgruppen über die Sozialpsychologie von Arbeitern. Levenstein hatte für dieses Unternehmen den Rat von Max Weber eingeholt, der zur gleichen Zeit an der vom Verein für Socialpolitik initiierten Erhebungen über Auslese und Anpassung der Arbeiterschaft der Großindustrie maßgeblich beteiligt war.  Die Einflüsse der Levensteinschen Arbeit, die auf der Auswertung von über 5000 Fragebogen beruhte, seien an vielen Stellen zu spüren.
Jahrzehnte später führte Fromm zusammen mit Michael Maccoby eine Untersuchung der Sozialstruktur eines mexikanischen Dorfes durch, basierend auf demselben Grundprinzip.
Verwandte Themen sind: Analytische Sozialpsychologie, Sozialcharakter und Individualcharakter.